# Hipoteza o liczbach pierwszych bliźniaczych
Hipoteza o liczbach pierwszych bliźniaczych, hipoteza o liczbach bliźniaczych – problem otwarty w teorii liczb związany z rozmieszczeniem liczb pierwszych. Euklides około 300 roku p.n.e., prawdopodobnie jako pierwszy, postawił hipotezę, że:
Jest nieskończenie wiele takich liczb pierwszych {\displaystyle p,} że {\displaystyle p+2} jest również liczbą pierwszą.
Taka para liczb pierwszych jest nazywana liczbami bliźniaczymi. Wielu matematyków wierzy w prawdziwość tej hipotezy, choć wiara ta opiera się jedynie na wielu znalezionych przykładach i zgodności z innymi, bardziej ogólnymi hipotezami.

W 1849 roku Alphonse de Polignac sformułował bardziej ogólną hipotezę mówiącą, że:
Dla każdej liczby naturalnej {\displaystyle k} jest nieskończenie wiele takich par liczb pierwszych {\displaystyle p} i {\displaystyle p'}, że {\displaystyle p'=p+2k}.
Hipoteza ta jest nazywana hipotezą Polignaca. Hipoteza o liczbach bliźniaczych to przypadek {\displaystyle k=1}.
Uogólniona teoria liczb pierwszych bliźniaczych została sformułowana przez G.H. Hardy’ego i Johna Littlewooda. Określiła ona stałą liczb pierwszych bliźniaczych – {\displaystyle C_{2}{:}}
{\displaystyle C_{2}=\prod _{p\geqslant 3}{\frac {p(p-2)}{(p-1)^{2}}}=0{,}660\,161\,815\,846\,869\,573\,927\,812\,110\,014\dots }
Największe znane liczby pierwsze bliźniacze (wrzesień 2016) to: {\displaystyle 2996863034895\cdot 2^{1290000}\pm 1} składające się z 388342 cyfr.